# Bottone a pressione
Un bottone a pressione (chiamato anche bottone automatico o poussoir) è un dispositivo, formato da due parti, che si bloccano tra di loro quando sono sovrapposte ed è esercitata una pressione e che, al contrario, si separano quando viene esercitata una forza per separarle. È generalmente utilizzato al posto dei bottoni per permettere la comoda allacciatura/slacciatura di vestiti.

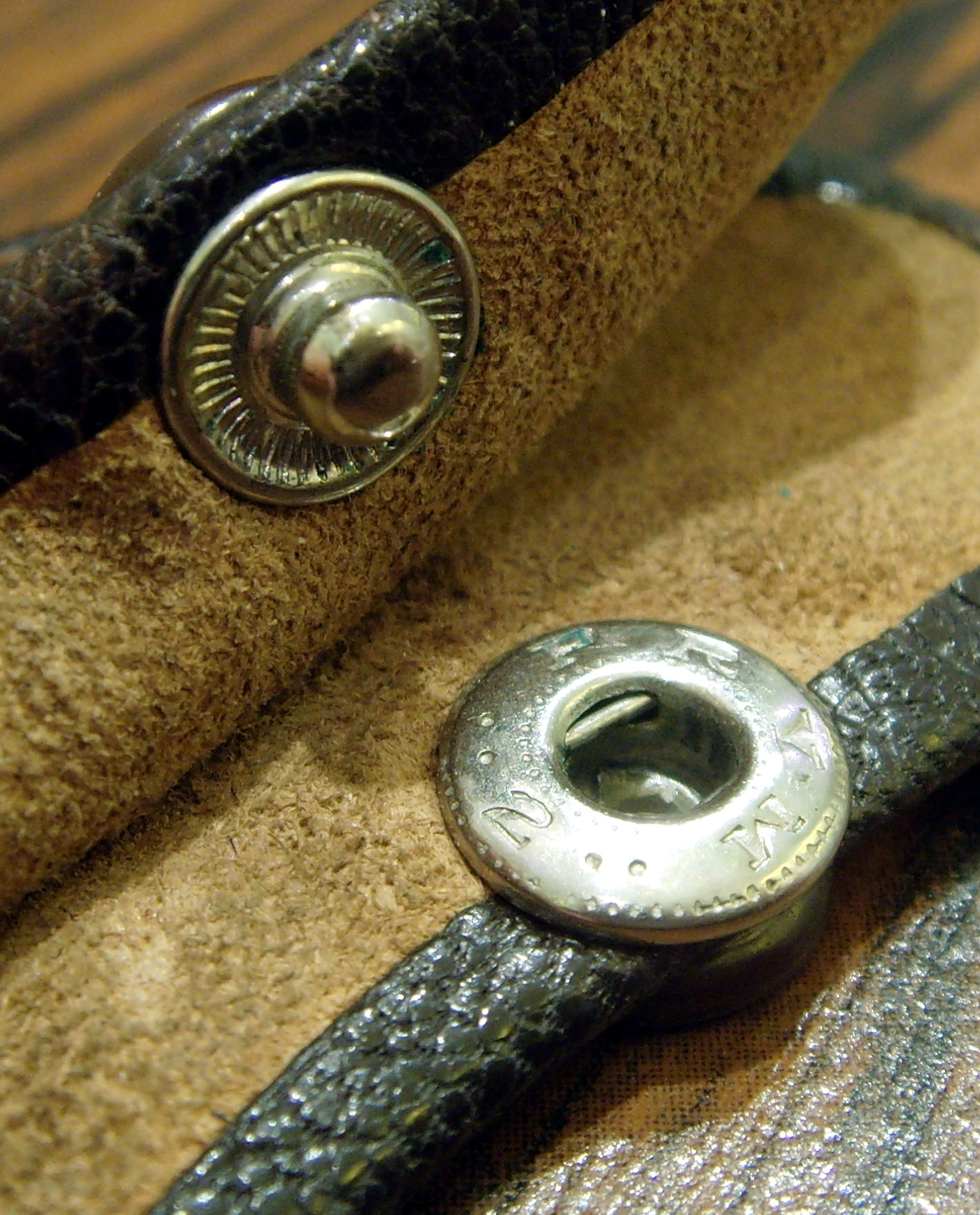
Le due parti separate di un bottone a pressione

## Storia
Varie sono le attribuzioni della sua invenzione: chi ne attribuisce la paternità al danese Bertel Sanderspare chi dice sia stato inventato dal tedesco Heribert Bauer che più lungimirante lo fece brevettare nel 1885.
Nel 1886 Albert-Pierre Raymond brevettò in Francia un nuovo tipo di bottone-fermaglio su richiesta dei produttori di guanti del tempo (che di bottoni potevano averne molti), che erano alla ricerca di un metodo più pratico per l'allacciatura rispetto al tradizionale bottone da cucire e dell’asola da aprire, manovra che con una sola mano non risulta certamente agevole, e più veloce per il confezionamento. 
La data di inizio della produzione in Italia risale al 1885.

## Struttura
Tipicamente sono a forma tonda o tondeggiante. Una delle due parti ha una protuberanza che si inserisce in una cavità presente nell'altra metà. La forma particolare o la presenza di una piccola molla fa sì che la protuberanza entri nella cavità solo quando è esercitata una leggera pressione e che una volta entrate a contatto le due parti rimangano bloccate fino a che non vengono allontanate a forza.

## Tipi
I bottoni automatici si dividono in tre tipi che differiscono per il genere di molla (la componente forata che permette la chiusura a pressione):
- Alfa ha una molla a S, è un modello utilizzabile su qualsiasi capo, anche sul cuoio.
- Kappa ha una molla circolare, molto resistente, idonea per giacche da esterno.
- Mu ha un anello a graffe, i bottoni di questa fattura sono indicati per tessuti elasticizzati, in particolare per la maglieria.